# 日切站
日切站（日语：／ Higiri eki */?）是位於靜岡縣島田市島字大西下，屬於大井川鐵道的大井川本線車站。

## 歷史
- 1985年（昭和60年）7月23日 - 車站啟用。

## 車站構造

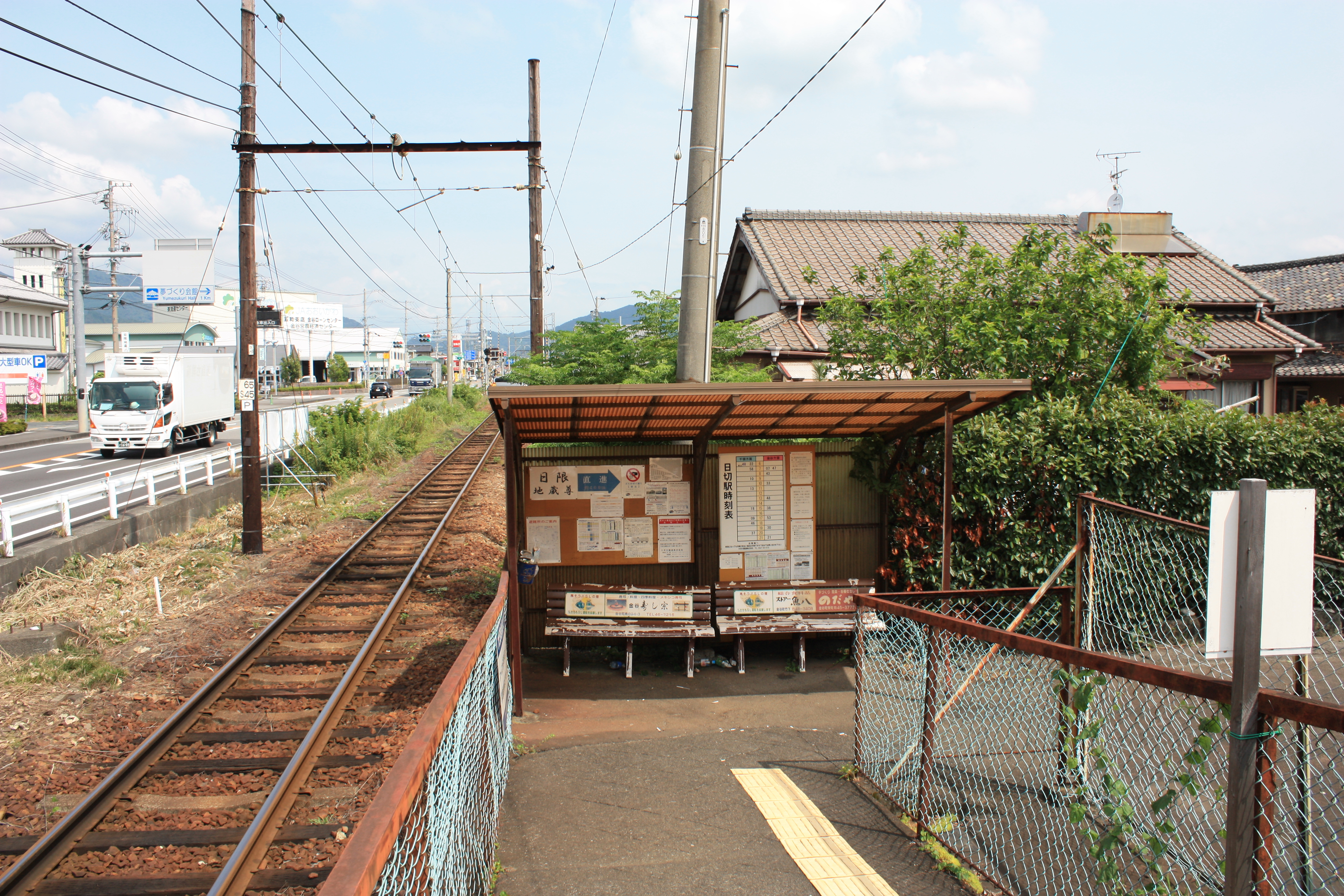
出口和候車處（2015年8月）

此站是地面車站與無人車站，設有1面1線的單式月台。月台位於路軌東邊，車站出口則位於北邊（千頭站一方）。在出口附近設有候車處。車站內沒有廁所。出口直接連接村落內生活道路。

## 使用狀況
- 在2007年度，1日平均乘車人次為14人[1]。

車站位於金谷行政中心地區（中心車站是代官町站）步行圈內，由於車站班次較少，因此較少人次使用此站。而島田市社區巴士2條路線於附近行走，以輔助鐵路服務。

## 車站周邊
除了住宅區外，站前設有特殊照護老人中心等老人福祉設施。
另外，在沒有車站出入口的西邊設有金谷繞道大代交匯處。
車站西邊設有與路線並行的國道473號，該處設有消防署、派出所、便利店和農協。
- 特殊照護老人中心日切
- 蒲公英日間服務中心金谷
- Group Home日間服務中心金谷
- Ecotope（長期護理老人保健設施）
- 中部衛生檢査中心
- 消防署金谷出張所
- 金谷派出所
- 大井川農業協同組合（日语：大井川農業協同組合）（JA大井川）五和分店[2]。
- 島田掛川信用金庫（日语：島田掛川信用金庫）五和支店
- 日限地藏尊（日语：日限地蔵尊 (島田市)） - 與站名相異，以「日限地藏尊」標記。
- Ministop金谷町店
- 國道1號
- 國道473號（日语：国道473号）
- 大代川

## 相鄰車站
大井川鐵道
大井川本線
代官町－日切－合格

## 注腳
1. ↑  靜岡縣統計年鑑
2. ↑  JA共済HP2019年2月28日參閲　http://pkg.navitime.co.jp/ja-kyosai/spot/detail?code=0000004133 （页面存档备份，存于）

## 外部連結
- 大井川鐵道 （页面存档备份，存于）（日語）